# Heiligenstedten

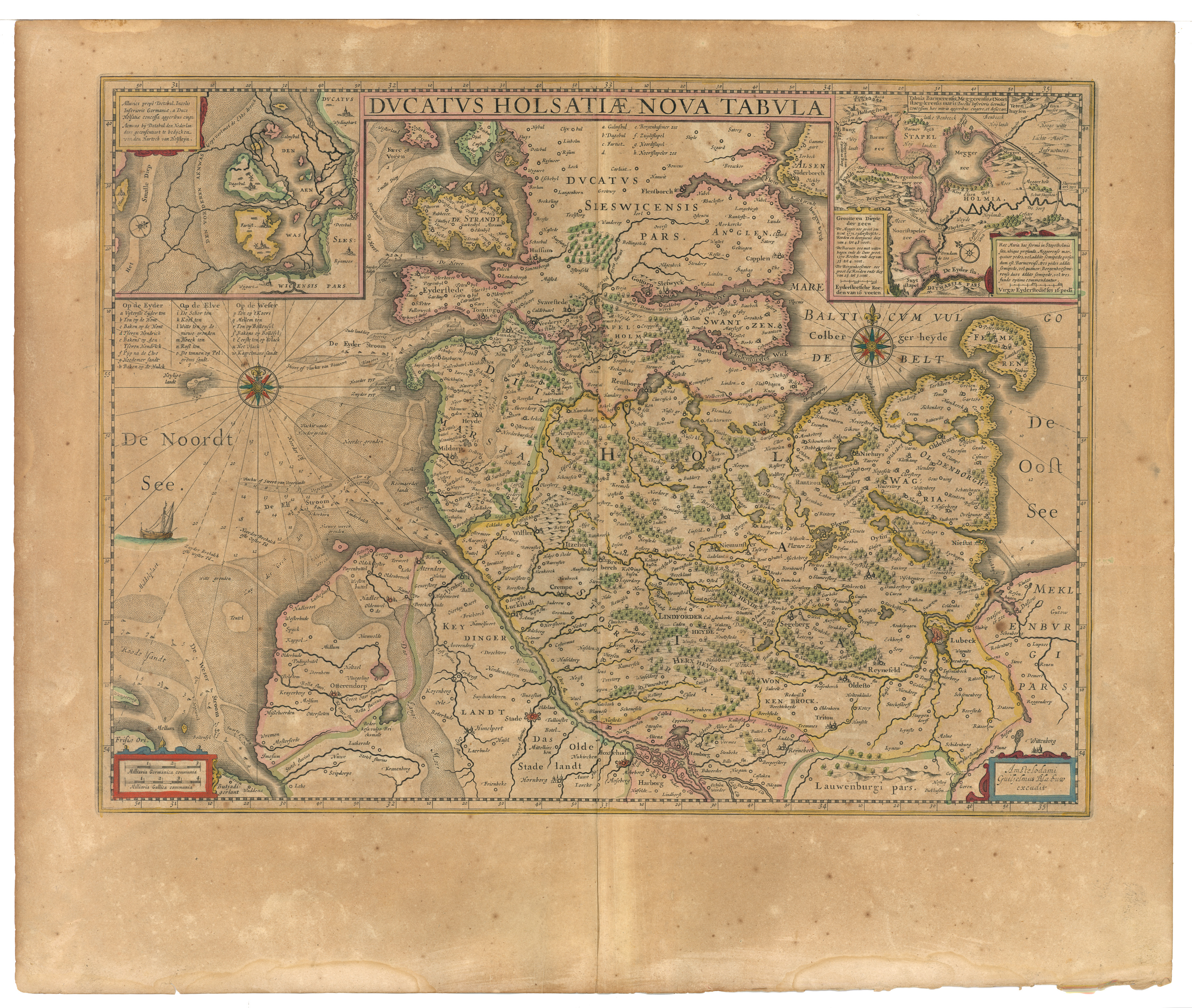
„Hilgestede“ 1645 im Atlas Maior von Willem Blaeu

Heiligenstedten (niederdeutsch: Hillensteden/Hellensteden) ist eine Gemeinde im Kreis Steinburg in Schleswig-Holstein. Zur Gemeinde gehören die Ortsteile Julianka, Juliankaholz und Sandweg. Das Schloss Heiligenstedten liegt im Gemeindegebiet.

## Geografie und Verkehr

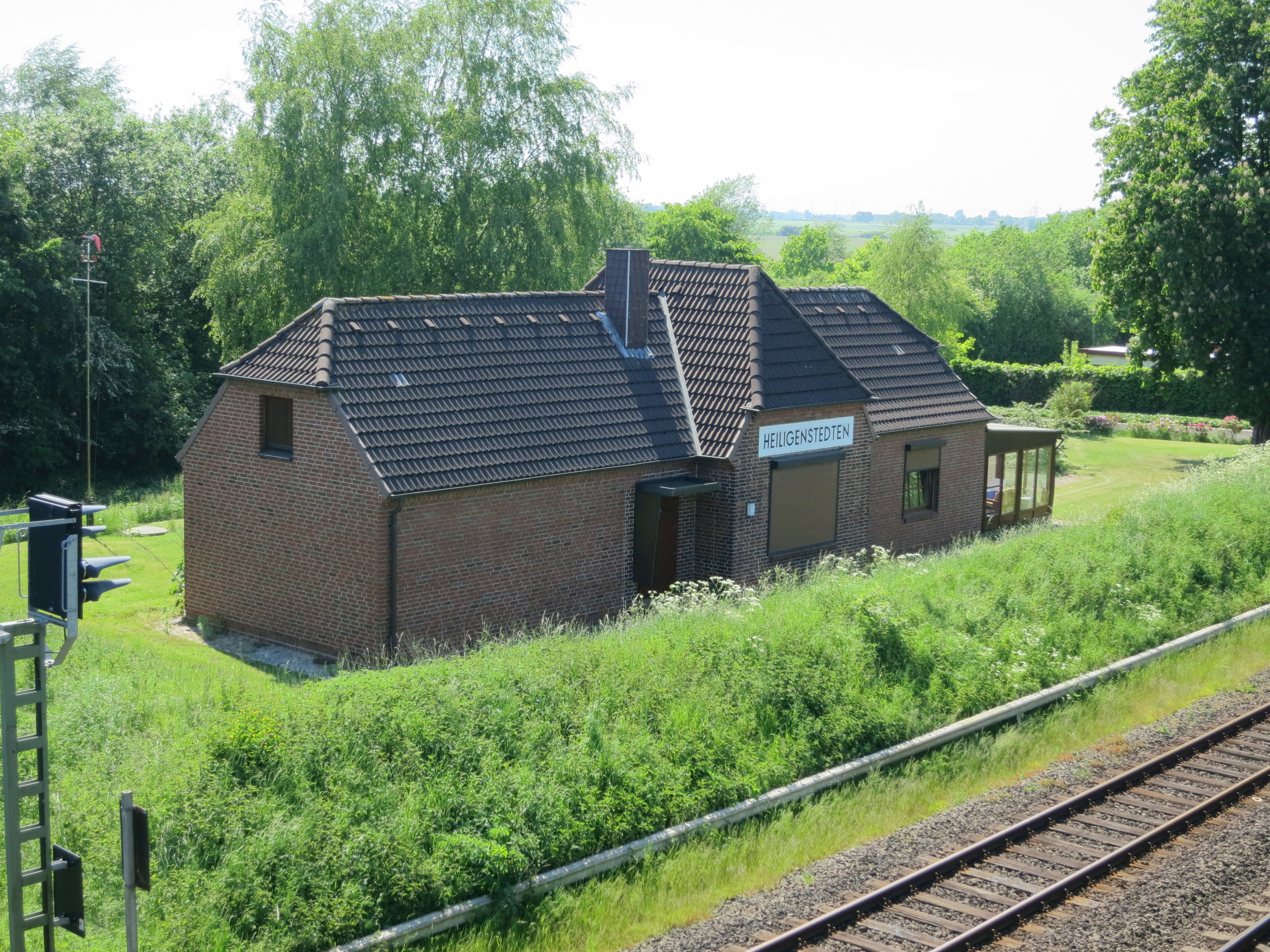
Ehemaliges Bahnhofsgebäude, heute Wohnhaus

Heiligenstedten liegt direkt westlich von Itzehoe an der Stör, die bis über Heiligenstedten hinaus Bundeswasserstraße ist. Durch die Gemeinde verlaufen die Bundesstraßen 5 und 204 sowie die Marschbahn Hamburg–Westerland. Heiligenstedten verfügte vom 1. September 1899 (Eröffnung) bis zum 22. Mai 1971 über einen eigenen Bahnhaltepunkt auf der Marschbahnstrecke, den Bahnhof Heiligenstedten (Koordinaten). 1985 wurden die Bahnhofsanlagen teilweise abgebrochen, das Empfangsgebäude ist noch als Wohnhaus erhalten. Die Klappbrücke Heiligenstedten führt über die Stör. Von der angrenzenden Gemeinde Bekmünde wird Heiligenstedten von der Moorwettern getrennt, über die ein Teil des Gemeindegebietes entwässert. Die Stör teilt die Gemeinde in einen nördlichen und einen südlichen Teil. Die Wasserflächen der Stör im Gemeindegebiet sowie ein schmaler Uferstreifen sind Teil des europäischen NATURA 2000-Schutzgebietes FFH-Gebiet Schleswig-Holsteinisches Elbästuar und angrenzende Flächen.

## Geschichte
Die Kirche der Gemeinde wurde bereits von 810 bis 812 gegründet und gehört damit wohl zu den ältesten Kirchengründungen Schleswig-Holsteins. Die heutige St.-Marien-Kirche stammt aus dem Ende des 13. Jahrhunderts.
Seit 1442 gibt es in Heiligenstedten eine Brücke über die Stör. Das erste Schloss, das 1717 erbaut wurde und auf einen Sitz aus der Renaissancezeit gründete, wurde 1756 bei einer Sturmflut zerstört. An gleicher Stelle wurde 1769 erneut ein Schloss gebaut, das man im 19. Jahrhundert neogotisch überformte. Im 20. Jahrhundert wurden verschiedene Konzepte für die Anlage gesucht.
Anfang des 19. Jahrhunderts wurde das Herrenhaus des Gutes Julianka abgebrochen.

## ÖPNV-Verbindungen
Heiligenstedten hat mehrere Bushaltestellen, von den aus Busse nach Itzehoe, Wilster / Brunsbüttel (6606), Besdorf (14)  oder Huje  / Oldendorf Bad (3) fahren.
Die Linie 3 nach Huje / Oldendorf Bad und Itzehoe wird von Vineta-Steinburg, dem Bus-Stadtbetrieb in Itzehoe, befahren (stündlicher Takt).
Die Linie 6606 nach Wilster / Brunsbüttel oder Itzehoe wird von Lampe Reisen oder von Rathje Reisen befahren im Auftrag der Autokraft (kein regelmäßiger Takt).
Die Linie 14 nach Besdorf oder Itzehoe wird von Holsten-Express bzw. Voss betrieben (kein regelmäßiger Takt).
Die Hauptbushaltestelle ist Heiligenstedten, Sommer. Dort fahren alle Linien. Die 6606 fährt auch dreimal am Sonntag nach Brunsbüttel und dreimal nach Itzehoe. Sonst ist am Sonntag kein ÖPNV-Bus-Verkehr in Heiligenstedten.  Um mit dem Bus in den Ortsteil Julianka zu fahren, muss man die Linie 3 nehmen. Die 6606 und 14 fahren nur an der Hauptstraße.

## Politik

### Gemeindevertretung
Bei der Kommunalwahl am 14. Mai 2023 wurden insgesamt 13 Sitze vergeben. Diese fielen erneut alle an die Kommunale Wählervereinigung Heiligenstedten. Die Wahlbeteiligung betrug 54,2 %.

### Wappen

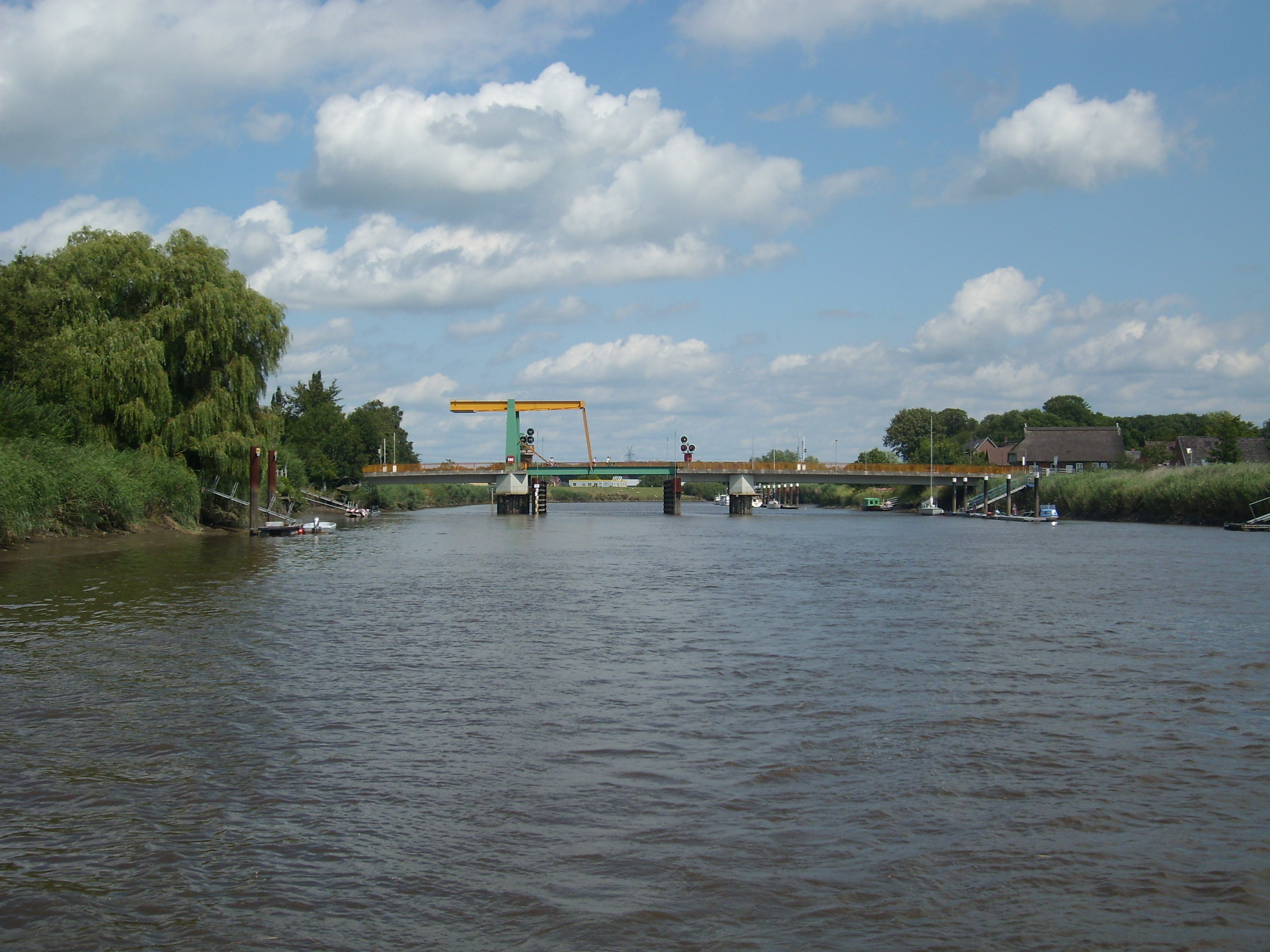
Klappbrücke über die Stör

Blasonierung: „In Silber über blaugewelltem Schildfuß eine rote Klappbrücke, zwischen deren aufgezogenen Hälften der Bug eines einmastigen roten Bootes sichtbar wird.“
Die im Wappen abgebildete Klappbrücke verbindet beide Uferseiten der Stör, sie stammt aus dem 16. Jahrhundert. Als zentrale Figur bildet sie das eigentliche Wahrzeichen der Gemeinde. Die Stör, dargestellt durch den Wellenschildfuß, war ein wichtiger Schifffahrtsweg, der den Zubringerhandel von der Elbe nach Itzehoe ermöglichte.

## Sport
Der TSV Heiligenstedten ist der größte Sportverein am Ort. Angeboten werden Fußball, Tennis, Kinderturnen, Fitness, Tamburello und Volleyball. Für Männer wird Kegeln im Kegel-Sportclub (KSC) Heiligenstedten und für Frauen im Damen-Kegel-Sportclub (DKSC) Heiligenstedten angeboten. Beide Vereine sind Mitglieder in der Keglervereinigung Itzehoe.

## Verkehr
Heiligenstedten ist mit den Buslinien 3, 14 und 6606 an den ÖPNV angebunden.

## Sehenswürdigkeiten
In der Liste der Kulturdenkmale in Heiligenstedten stehen die in der Denkmalliste des Landes Schleswig-Holstein eingetragenen Kulturdenkmale. Die Gemeinde besitzt heute insgesamt zehn Kulturdenkmale.

## Söhne und Töchter der Gemeinde
- Petrus Boje (1532–1597), ev.-luth. Pfarrer, Superintendent und Lieddichter
- Helene Lübbers-Wegemann (1875–1958), Landschaftsmalerin in Hamburg und Kiel